# クレオパトラ (お笑い)
クレオパトラは、フリーで活動する日本のお笑いコンビ。旧コンビ名、『クールダウン』。かつては吉本興業東京本社（東京吉本）所属だったが、2014年いっぱいを持って吉本から離れた。
NSC東京校7期出身。共に静岡県富士市生まれ。

## メンバー
長谷川 優貴（はせがわ ゆうき、1982年6月16日（42歳） -）ボケ・ネタ作り担当
- 170cm、62kg（公式プロフィールより）。
- 中卒である。
- 絵を描くのが得意。自身のブログに写真を載せたり、ライブの際に配布したり実際に描いて見せたりなどして事ある毎に披露している。神保町花月公演などのポスターイラストも何度か担当している[1]。
- 顎が曲がっている。そのことを初めてストレートに言ってきたのは松田洋昌（ハイキングウォーキング）であった。
- 料理が得意で、ライブ中に作って振舞ったこともある。カルボナーラの味は桑原曰く「80店舗くらい食べてきた中で2位」(2012年2月17日 NANAスピンオフより）。
- 長谷川が作画、同期の福田恵悟（LLR）がストーリーを担当して漫画を共作したことがある。内容はサッカーで町を守るというもの（2009年10月28日 シャッフルトークより）。
- 妖怪が好き。自身のブログでも「妖怪クイズ」といって妖怪に関するクイズをする時もある[2]。
- 好きなアーティストは清春とTHE BACK HORN。
- せんちゃん（クールポコ。）や北斗晶のモノマネをすることがある。せんちゃんとはお互い黒夢ファンとして交流があり、一緒にライブへ行ったことがある。
- カラオケとジェットコースターが苦手。
- 岡本昌典（ボヨンボヨン）とカレーハウスCoCo壱番屋へ行った際、カレーライス大盛とカニクリームコロッケとサラダを頼んだが途中で「おなかいっぱい!」と言い出し、「そんな所が可愛い」と言われていた（2012年3月13日 誰かと喋りたい夜より）。
- 2017年に主宰劇団「エンニュイ」を旗揚げし、劇作家としての活動が増えている。2019年には福島県立いわき総合高等学校芸術・表現系列（演劇）の指導を担当。

桑原 尚希（くわはら なおき、1982年7月16日（42歳） -） ツッコミ担当
- 185cm、60kg（公式プロフィールより）。
- 2007年9月16日、よしもと芸人ミニ四駆ボーイズとして参加したタミヤ主催「ミニ四駆マグナムまつり in ROX」のプレスカップにて準優勝[3]。
- 「DJ桑原」というキャラを持っており[4]、『AGE AGE LIVE』等でもよく披露しているがウケた事はあまり無い。
- 同期の伊藤智博（LLR）と同居していた時期がある。が、伊藤としては桑原宅に泊まりに行っている感覚だったという。
- 歌が好きで、高校時代には路上で弾き語りをしたことがある。
- バーチャファイターがかなり得意。バーチャファイターで有名なブンブン丸にも勝ったことがある[5]（8月11日麒麟のオンラインにて）。
- 2009年の10月から、「ルフィ」という名前の雄のウェルシュコーギーを飼っている[6]。
- iPhoneやPSPなどの電子機器が好き[7]。
- 手首を曲げて両腕を上に掲げ、ガニ股になりながら「おつカマキリ!」という持ちギャグがある。
- 舞台衣装がベストと蝶ネクタイであるため、ネタ中に「コナンじゃねぇよ」とツッコむことがある。そのツッコミをした後は長谷川が「コナン、こんなんじゃない」と言って強引にネタを終わらせようとする。
- 学生時代に文化祭ではしゃぎすぎて頭をうち、数針縫う大怪我を負ったことがある。
- モデルのJOYとミニ四駆を通して交流があり、2013年10月29日放送の『ヒルナンデス!』（日本テレビ）にJOYが出演した際、自身のギャグである「おつかまきり」を披露した姿が放送された。
- ゲームソフトウェア開発会社であるトイロジックのデザイナーとして勤務しており、兼業芸人となっている。

## 概要
- 2人ともネタを書けるコンビであり、芝居がかったコント仕立ての単独ライブに定評がある。
- 小学6年生で初めて一緒のクラスになり、長谷川が持っていたアニメ『剣勇伝説YAIBA』の下敷きをきっかけに桑原が話しかけて仲良くなった。
- 小学6年生の夏休みは、長谷川が沢山のゲームを持っていたため桑原が長谷川の家に毎日通った(2009年11月14日 シチサンライブより）
- 学生時代はバスケットボール部に所属していたが、当時は2人して補欠だった[8]。その頃に、ベンチの部員達の前で即興でネタを見せていた。
- 上京したての頃はコンビで同居していて、長谷川が食事担当だった。
- 当初は主に漫才だったが、徐々にコントがメインになる。最近はアニメや漫画のようなシチュエーションコントが多い。
- 2005年末に『クールダウン』から改名。「芸人なのに、盛り下がりそうだから」ということが主な理由で現コンビ名の名付け親はキシモトマイ[9]。
- 漫才の際にたまに桑原が独特なツッコミをするが、スベることが多い。
- 『AGE AGE LIVE』で東京ダイナマイトがMCをする際、クレオパトラがその日の出演有無に関わらず、ハチミツ二郎（東京ダイナマイト）に必ず名前を挙げられる（2014年、無限大でのニューヨーク主催ライブにて、東京ダイナマイトがゲスト出演した際にもクレオパトラの名前を挙げていた）。
- 芸歴12年目にして、集大成とも言える初のルミネtheよしもとでの単独ライブを敢行。その内容は口外禁止という意向だったがエンドロールの流れる5分間、鳴り止まない拍手に包まれ大成功のまま幕を閉じた。
- 2019年のお笑い芸人による闇営業問題に関連して、フリーランスに転向後2年間ほど吉本興業のイベンターからの圧力によって一切のライブに出演できない状態であったという手記を長谷川が公開した。そのためイベンターを介さない自主ライブのみで活動していた。現在はある程度の和解が進み、吉本の劇場にも立てるようになっているという。

## 出演
- オンバト+（NHK総合）戦績4勝2敗 最高513KB
- AGE AGE LIVE（よしもと劇場、2007年7月 - 2010年12月)
- ばちーんんんjump→ばちーんんんLive（よしもと劇場、2011年1月 - 12月)
- G7 S7 K7 （2012年1月～2013年2月 ※同ライブ終了をもって8期以上は無限大卒業）
- 僕たちゲームボーイズEX（EXエンタテイメント）
- 平成ノブシコブシの破天荒ダメだし!（GyaO!、桑原のみ）
- ハイキングウォーキングのジョッキー×3（GyaO!、長谷川のみ）
- ハイキングウォーキングの芸人★チェキ!（GyaOジョッキー）
- U・LA・LA@7（TOKYO MX） - 2009年1月13日初登場、「よしもとウララちゃん」コーナー
  - 2011年8月23日の時点で最多出演（計6回）
- スクール革命!（日本テレビ） - 2009年9月13日、長谷川のみVTR出演
- ドリーム2クリエイタ―（テレビ東京）
- ミニ四駆選手権2014（テレビ東京）- 2014年7月15日、桑原のみ
- クイズ100人力（NHK総合）- 2014年12月30日「妖怪対決」、長谷川のみ

### 舞台
- 神保町花月
  - 2008年2月「ラストニュース」
  - 2008年5月「車谷太郎の一生」
  - 2008年8月「台風クラゲ」
  - 2008年10月「OFF」
  - 2009年1月「落花生たち」
  - 2009年3月「空蝉」(主演、長谷川脚本)
  - 2009年6月「マイホーム」
  - 2009年6月 チャレンジ2DAYS「シンジルココロ。」(長谷川演出) ※出演なし
  - 2009年10月「『かつて』の意味」
  - 2009年11月「願わくば、幸せに」(桑原脚本) ※出演なし
  - 2010年1月「夢の中の君へ」
  - 2010年2月「水面花」(長谷川脚本) ※出演なし
  - 2010年3月「いつしよ」
  - 2010年5月「穴」(長谷川脚本) ※出演なし
  - 2010年6月 チャレンジ特別公演「GONIN」(長谷川脚本) ※出演なし
  - 2010年6月「夏だから。夏こそは。夏なのに。」(桑原脚本)
  - 2010年9月「深々」(主演、長谷川脚本)
  - 2011年3月「春」(長谷川、桑原、LLR伊藤脚本)
  - 2011年5月「ブッタ」
  - 2011年8月「怪談愛羅武勇～ I Love You, Horror Show！～」
  - 2011年12月「色彩オーケストラ」(長谷川脚本)
  - 2012年5月「ゴールデン!!!」(長谷川脚本・桑原脚本)
  - 2012年10月「キノコ」(長谷川脚本)
  - 2013年2月「謎ト答」(長谷川脚本)
  - 2013年7月「脳梁」(長谷川脚本)
  - 2013年11月「ウブスナガミ」(又吉直樹（ピース）原案・長谷川脚本)
  - 2014年4月「チーム・ゴジョウ」
  - 2014年6月「悪ト善」(長谷川脚本)

- 単独ライブ
  - 「群青色綺譚」(2008年9月27日、渋谷公園通りシアターD)
  - よしもと若手ばかりはじける!夏の単独祭り2009「現色ラヂオ」(2009年7月29日、シアターブラッツ)
  - 「クレパト流星拳～コント乱れ打ち～」(2009年12月28日、シアターブラッツ)
  - よしもと若手ばかりピッカピカの～!春の単独祭り2010「ヒトナシ」(2010年2月18日、シアターブラッツ)
  - よしもと若手ばかりギラッギラの!夏の単独祭り2010「色彩オーケストラ」(2010年8月26日、北沢タウンホール)
  - 「春詩音」(2011年4月14日、北沢タウンホール)
  - よしもと若手ばかり春の♪～うららの～♪単独祭り2012「水宙バルコニー」(2012年3月6日、新宿シアターモリエール)
  - 「謎」「答」(2012年8月19日、恵比寿・エコー劇場)
  - 凱旋単独ライブ「誰かと喋りたい昼」「地元でベストネタパトラ」(2012年11月23日、静岡江崎ホール)
  - 「メルヘンパラソル夕日論」(2013年10月6日、ルミネtheよしもと)
  - 「ワンダーネバーワールド」(2014年10月22日、銀座博品館劇場)

- ユニットライブ・主催ライブ
  - 「僕たちゲームボーイズ」(新宿ロフトプラスワン)
  - 「NANA」(ヨシモト∞ホール 等)
  - 「阿佐ヶ谷キッド」(阿佐ヶ谷ロフトA)
  - 「クレパトーク」(神保町花月)
  - 「クレオパトラの誰かと喋りたい夜。」(阿佐ヶ谷ロフトA → ネイキッドロフト → シアターD → ネイキッドロフト)
  - 「クレオ茶ミルク」(ヨシモト∞ホール)
  - 「劇団ムゲンダイ」(ヨシモト∞ホール)
  - 「セキヲネ」(2013年4月・8月開催。クレオパトラ・ゴールドラッシュ・爆笑コメディアンズの3組によるユニットコント。)
  - 「クレオパトラ二人芝居」(2014年1月、しもきた空間リバティ・Twin Box AKIHABARAにて。以降定期的に開催)
  - 「お笑い推理芝居『仮面Xの悲劇』」(2014年5月、横浜開港記念会館)

- 二人芝居
  - 「金色がかりて蝶が舞う」(2014年4月7日、Twin Box AKIHABARA)
  - 「零ノ日」(2014年9月1日、Twin Box AKIHABARA)
  - 「善ト悪」「悪ト善」(2014年1月12日、しもきた空間リバティ・2014年1月13日、Twin Box AKIHABARA)